# If You Can't Stand the Heat
Albums de Status Quo
Rockin' All Over the World
(1977) Whatever You Want
(1979)
Singles
1. Again and Again
Sortie : 25 août 1978
2. Accident Prone
Sortie : 17 novembre 1978

If You Can't Stand the Heat est le 11e album studio du groupe anglais Status Quo. Il est paru le 27 octobre 1978 sur le label Vertigo Records et a été produit par Pip Williams.

## Historique
Cet album a été enregistré en 1978 aux Pays-Bas dans les studios Wisselord à Hilversum. L'enregistrement ne prit que six semaines, trois pour les instruments, deux pour le chant et une pour le mixage . 
La plupart des titres ont été cosignés avec des auteurs externes au groupe, ce qui contribue à donner à l'album un son plus "pop" et commercial. Francis Rossi commence ici réellement sa collaboration avec le musicien anglais Bernie Frost (ils avaient déjà écrit ensemble la chanson A Year pour l'album Piledriver en 1973). Andy Bown qui n'est toujours pas un membre officiel du groupe prend lui aussi part à la composition sur trois titres en collaboration avec Rick Parfitt. La chanson Long Legged Linda fut à l'origine composé par Andy Bown en 1973 à la suite de sa rencontre avec une femme nommée Linda alors qu'il tournait aux États-Unis avec son groupe. Sur la version 1978, Rick Parfitt  et Andy Bown la retravaillèrent. Des chœurs féminins et des cuivres font pour la première fois leurs apparences sur un disque de Status Quo. 
La pochette de l'album mentionne que le procédé Aphex Aural Exciter a été utilisé pendant le mixage de l'album.
If You Can't Stand the Heat a été classé 3e dans les charts britanniques et à la 20e place des meilleures ventes de disques en France. L'album a été certifié disque d'or au Royaume-Uni et en France.
Une version Deluxe sortie en 2016 avec un disque bonus composé notamment de cinq titres inédits enregistrés sous forme de démos. Ces titres ne figurent pas sur l'album original mais ils seront réeregistrés notamment pour les albums In the Army Now en 1986 et In Search of the Fourth Chord (titre bonus) en 2007.

## Liste des titres
Face 1
| No | Titre                      | Auteur                          | Chant     | Durée |
| -- | -------------------------- | ------------------------------- | --------- | ----- |
| 1. | Again and Again            | Rick Parfitt, Andy Bown, Lynton | Parfitt   | 3:41  |
| 2. | I'm Giving Up My Worryin'  | Francis Rossi, Bernie Frost     | Rossi     | 3:02  |
| 3. | Gonna Teach You to Love Me | Alan Lancaster, Mick Green      | Lancaster | 3:11  |
| 4. | Someone Show Me Home       | Rossi / Frost                   | Rossi     | 3:49  |
| 5. | Long-Legged Linda          | Parfitt, Bown                   | Parfitt   | 3:29  |

Face 1
| No  | Titre            | Auteur                  | Chant     | Durée |
| --- | ---------------- | ----------------------- | --------- | ----- |
| 6.  | Oh!What a Night  | Parfitt, Bown           | Parfitt   | 3:46  |
| 7.  | Accident Prone   | Pip Williams, Hutchings | Rossi     | 5:08  |
| 8.  | Stones           | Lancaster               | Lancaster | 3:53  |
| 9.  | Let Me Fly       | Rossi, Frost            | Rossi     | 4:25  |
| 10. | Like a Good Girl | Rossi, Robert Young     | Rossi     | 3:26  |

Titre bonus réédition 2005
| No  | Titre                           | Auteur              | Chant | Durée |
| --- | ------------------------------- | ------------------- | ----- | ----- |
| 11. | Accident Prone (Single version) | Williams, Hutchings | Rossi | 4:08  |

### Cd bonus Edition Deluxe 2016
| No  | Titre                                 | Auteur                | Durée |
| --- | ------------------------------------- | --------------------- | ----- |
| 1.  | Accident Prone (Single version)       | Williams, Hutchings   | 4:10  |
| 2.  | One By One (Early demo 1977)          | Parfitt, Young        | 2:45  |
| 3.  | One By One (Demo)                     | Parfitt, Young        | 4:09  |
| 4.  | No Time Left To Cry (Early demo 1978) | Rossi, Young          | 2:20  |
| 5.  | No Time Left To Cry (Writing)         | Rossi, Young          | 2:17  |
| 6.  | Keep Me Guessing (Early demo 1978)    | Rossi, Parfitt        | 2:22  |
| 7.  | Keep Me Guessing (Demo 1979)          | Rossi, Parfitt        | 2:25  |
| 8.  | Late Last Night (Early demo 1978)     | Rossi, Parfitt, Young | 2:56  |
| 9.  | Late Last Night (Demo 1979)           | Rossi, Parfitt, Young | 2:35  |
| 10. | Invitation (Early demo 1978)          | Rossi, Young          | 3:18  |
| 11. | Invitation (Demo 1979)                | Rossi, Young          | 3:00  |
| 12. | Again and Again (Demo 1978)           | Parfitt, Bown, Lynton | 2:03  |

## Musiciens
Status Quo
- Francis Rossi : chant, guitare solo
- Rick Parfitt : chant, guitare rythmique.
- Alan Lancaster : chant, basse.
- John Coghlan : batterie, percussions.

Musiciens additionnels
- Andy Bown : claviers.
- Frank Ricotti : percussions.
- Jacquie O'Sullivan, Stevie Lange & Joy Yates: chœurs
- The David Katz Horns and Bud Revo: cuivres.

## Charts et certifications

### Album
Charts
| Pays                          | Durée du classement | Meilleur classement | Date             |
| ----------------------------- | ------------------- | ------------------- | ---------------- |
| Allemagne (GfK Entertainment) | 27 semaines         | 11e                 | 13 novembre 1978 |
| France (SNEP)                 | 26 semaines         | 20e                 | 18 novembre 1978 |
| Norvège (VG-lista)            | 1 semaine           | 18e                 | 30 avril 1979    |
| Pays-Bas (MegaCharts)         | 17 semaines         | 8e                  | 25 novembre 1978 |
| Royaume-Uni (UK Albums Chart) | 14 semaines         | 3e                  | 5 novembre 1978  |
| Suède (Sverigetopplistan)     | 3 semaines          | 15e                 | 17 novembre 1978 |

Certifications
| Pays        | Certification | Ventes    | Date            |
| ----------- | ------------- | --------- | --------------- |
| France      | Or            | 100 000 + | 1982            |
| Royaume-Uni | Or            | 100 000 + | 30 octobre 1978 |

### Singles
| Single          | Chart                 | durée du classement | Position | Date              |
| --------------- | --------------------- | ------------------- | -------- | ----------------- |
| Again and Again | UK Singles Chart      | 9 semaines          | 13e      | 17 septembre 1978 |
| Again and Again | (Single Top 100)      | 11 semaines         | 18e      | 25 septembre 1978 |
| Again and Again | (V) (Ultratop)        | 2 semaines          | 28e      | 28 octobre 1978   |
| Again and Again | (IRMA)                | 4 semaines          | 5e       | 17 septembre 1978 |
| Again and Again | (Single Top 100)      | 8 semaines          | 9e       | 28 octobre 1978   |
| Again and Again | (Schweizer Hitparade) | 6 semaines          | 8e       | 28 octobre 1978   |
| Accident Prone  | UK Singles Chart      | 8 semaines          | 36e      | 26 novembre 1978  |
| Accident Prone  | (Single Top 100)      | 14 semaines         | 19e      | 19 février 1979   |
| Accident Prone  | (V) (Ultratop)        | 4 semaines          | 15e      | 20 janvier 1979   |
| Accident Prone  | (Single Top 100)      | 7 semaines          | 10e      | 3 février 1979    |